# Símbols de perillositat
Els símbols o pictogrames de perillositat són dibuixos esquemàtics fàcilment interpretables que són usats per a indicar la perillositat de mercaderies, materials, llocs, o objectes, inclosos els corrents elèctrics, els verins i la radioactivitat, en diferents situacions.
La utilització dels símbols és regida normalment per lleis en la majoria dels països i tenen en consideració normes i recomanacions internacionals.

## Riscos de l'ambient
| nom                                 | simbol | unicode | imatge          |
| ----------------------------------- | ------ | ------- | --------------- |
| Símbol de Toxicitat                 | ☠      | U+2620  | Calavera        |
| Símbol de precaució                 | ☡      | U+2621  |                 |
| Símbol de radioactivitat            | ☢      | U+2622  | Radioactivitat  |
| Símbol de perill de radiofreqüència |        |         | Radiofreqüència |
| Símbol de Perill biològic           | ☣      | U+2623  | Perill biològic |
| Símbol de perill                    | ⚠      | U+26A0  | Perill          |
| Símbol d'alta tensió                | ⚡     | U+26A1  | Alta tensió     |

## Riscos decompostos químics
A Espanya ens regim pel Reial Decret 1802/2008, de 3 de novembre, pel qual es modifica el reglament sobre notificació de substàncies noves i classificació, envasat i etiquetat de substàncies perilloses, que el que va fer va ser traslladar la norma europea, és a dir el Reglament (CE) núm. 1272/2008 (CLP Classification Labelling and Packaging of Substances and Mixtures), que derogava les anteriors directives a la legislació espanyola. Segons aquesta norma, els actuals pictogrames que representen la perillositat dels diferents productes químics són:
| Símbol de risc i nom                                | Significat (Definició i Precaució) | Exemples                                                      |
| --------------------------------------------------- | --- | ------------------------------------------------------------- |
| Corrosiu                                            | Classificació: Aquests productes químics causen destrucció de teixits vius i/o materials inerts. Precaució: No inhaleu i eviteu el contacte amb la pell, ulls i roba. | - Àcid clorhídric - Àcid fluorhídric                          |
| Explosiu                                            | Classificació: Substàncies i preparacions que poden esclatar sota l'efecte d'una flama o que són més sensibles als xocs o frecs que el dinitrobenzé. Precaució: eviteu colps, sacsetjades, frecs, flames o fonts de calor. | - Nitroglicerina - Propel·lents d'aerosols (laca, desodorant) |
| Comburent                                           | Classificació: Substàncies que tenen la capacitat d'incendiar altres substàncies, facilitant la combustió i impedint l'extinció del foc. Precaució: eviteu el contacte d'aquest amb materials combustibles. | - Oxigen - Nitrat de potassi - Peròxid d'hidrogen             |
| Inflamable                                          | Classificació: Substàncies i preparacions que poden escalfar-se i, finalment, inflamar-se en contacte amb l'aire a una temperatura normal sense necessitat d'energia, o que poden inflamar-se fàcilment per una breu acció d'una font d'inflamació i que continuen cremant o consumint-se després d'haver apartat la font d'inflamació, o inflamables en contacte amb l'aire a pressió normal, o que, en contacte amb l'aigua o l'aire humit, emanen gassos fàcilment inflamables en quantitats perilloses; Precaució: eviteu contacte amb materials ignitius (aire, aigua). | - Etanol - Acetona - Tippex - Pilotes de tenis de taula       |
| Gas a pressió                                       | Classificació: Substàncies gasoses comprimides, líquides o dissoltes, contingudes a pressió de 200 kPa o superior, en un recipient que poden explotar amb la calor. Precaució: No llançar-les mai al foc | - Ampolles de gas a pressió - Ambientadors - Insecticides     |
| Perill per a la salut / Irritació cutània           | Classificació: Substàncies i preparacions que per ingestió, inhalació o penetració cutània, poden implicar riscos greus, aguts o crònics per a la salut. Precaució: tot el contacte amb el cos humà ha de ser evitat. | - Amoníac - Lleixiu                                           |
| Toxicitat aguda                                     | Classificació: Per inhalació, ingesta o absorció a través de la pell, provoca greus problemes de salut i, fins i tot, la mort. Precaució: tot el contacte amb el cos humà ha de ser evitat. | - Cianur - Triòxid d'arsènic - Metanol                        |
| Perill greu per a la salut / perillós per aspiració | Classificació: Substàncies i preparacions que per ingestió o inhalació poden implicar riscos greus, aguts o crònics per a la salut. Precaució: tot el contacte amb el cos humà ha de ser evitat. | - Metanol - Monòxid de carboni                                |
| Perillós per al medi ambient                        | Definició: El contacte d'aquesta substància amb el medi ambient pot provocar danys a l'ecosistema a curt o llarg termini Manipulació: a causa del seu risc potencial, no ha de ser alliberat a les canonades, al sòl o al medi ambient. Tractaments especials han de ser presos! | - Benzé - Cianur de potassi - Lindà                           |

## Pictogrames actuals i antics
Encara que des de l'any 2012 ja és obligatori l'etiquetatge dels envasos de productes químics amb els pictogrames de perillositat actualment vigents, encara és possible trobar moltes substàncies que es van envasar amb anterioritat i que, per tant, conserven els pictogrames antics. La relació dels vells símbols amb els actuals és la següent:

Relació dels actuals pictogrames de perillositat dels productes químics amb els antics